# Палац італійської цивілізації

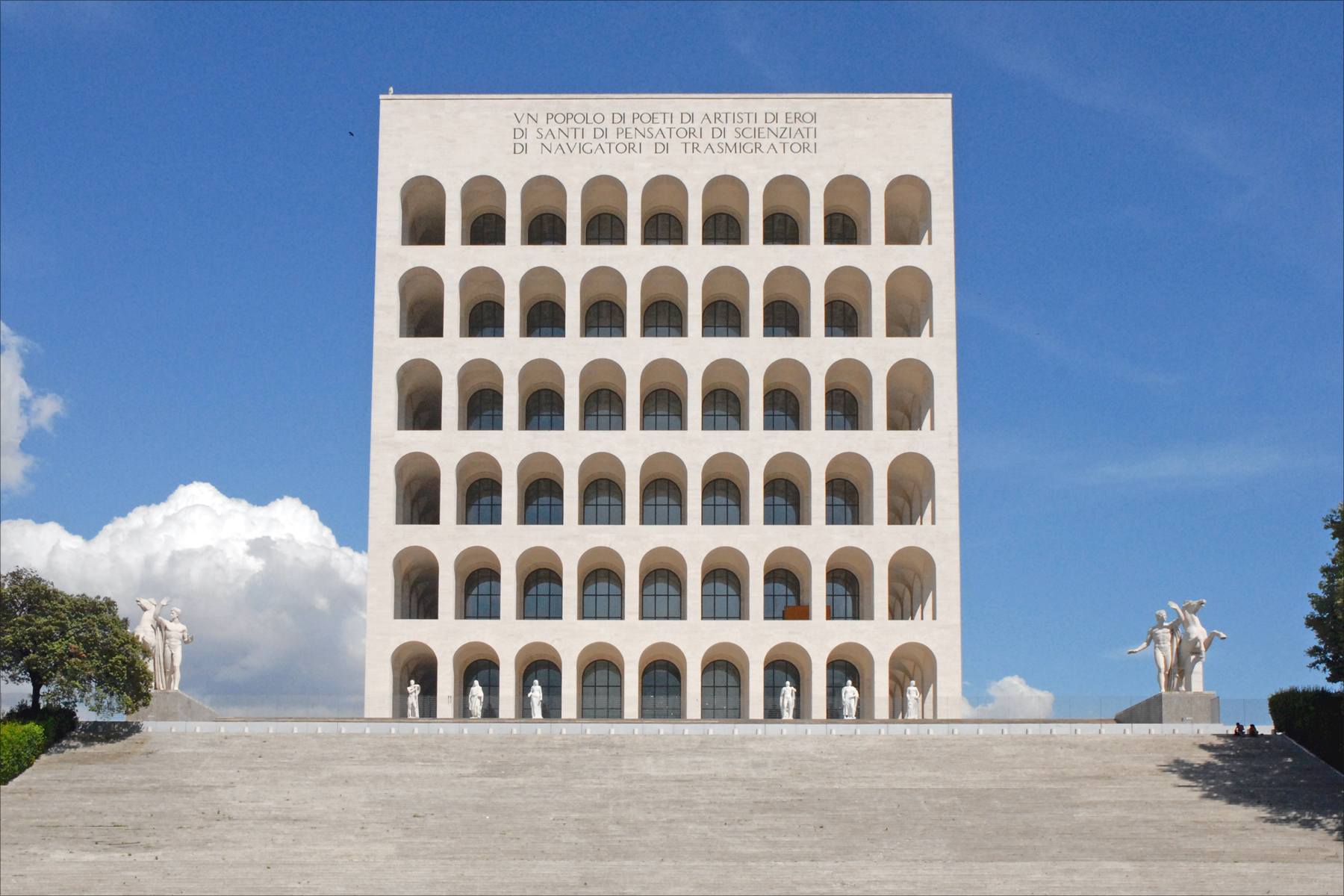
Палац італійської цивілізації

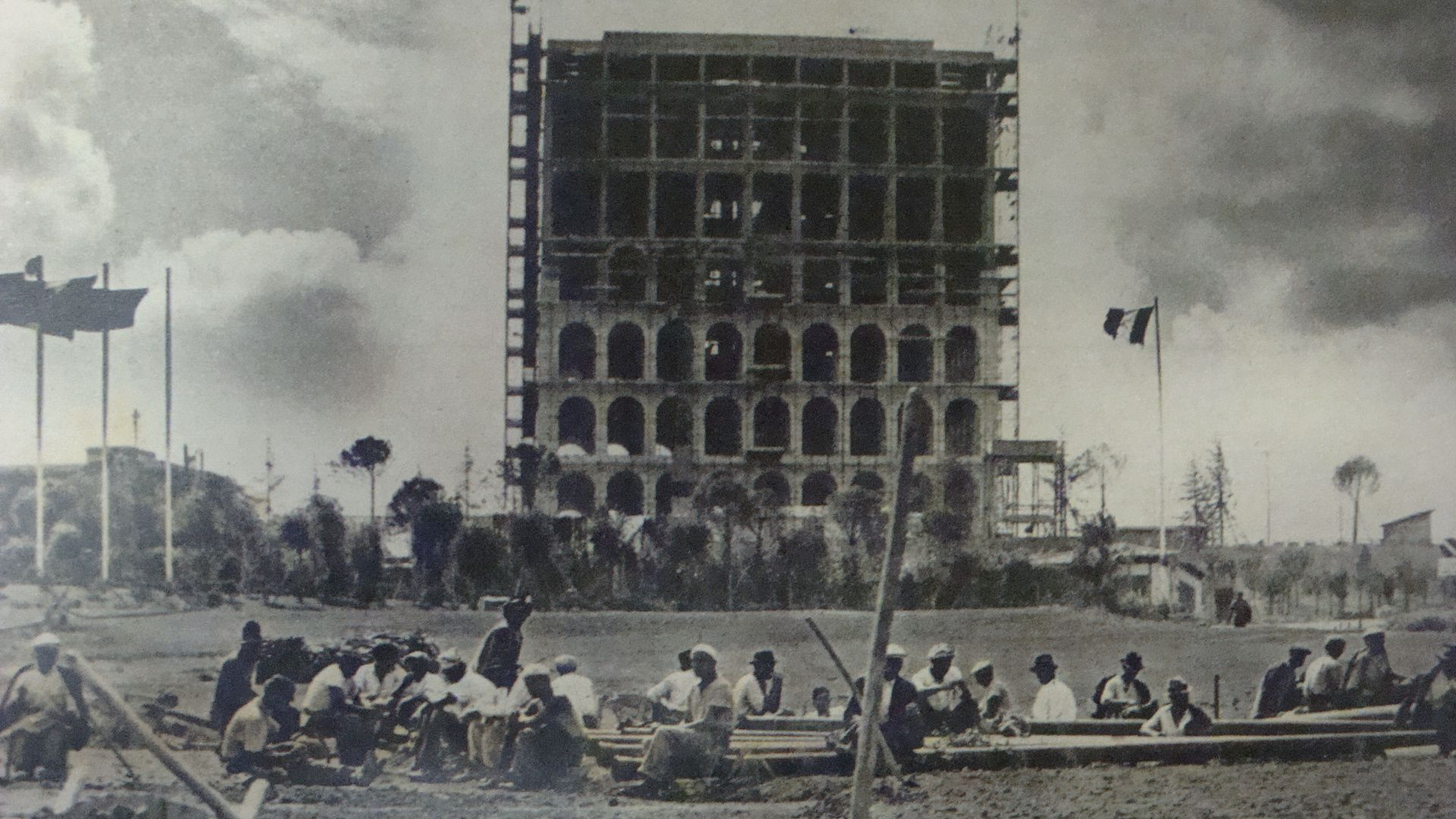
Будівництво палацу, 1940

Палац італійської цивілізації (італ. Palazzo della Civiltà Italiana), також Палац цивілізації праці (італ. Palazzo della Civiltà del Lavoro) або Квадратний Колізей (італ. Colosseo Quadrato) — одна з найпримітніших архітектурних споруд італійського фашизму.
Будівлю спроєктували 1937 року архітектори Дж. Гверріні, Е. Б. Ла Падула і М. Романо, щоб провести там Виставку римської цивілізації (італ. Mostra della Civiltà Romana) під час Всесвітньої виставки 1942 року.
Палац італійської цивілізації став однією з найвідоміших будівель Кварталу всесвітньої виставки в Римі і є яскравим прикладом монументальності цього району.

## Історія
Палац побудовано як частину Кварталу всесвітньої виставки (EUR) — великого ділового центру та приміського комплексу, задуманого Беніто Муссоліні в 1935 як центр Всесвітньої виставки 1942 року і символ світового фашизму. Проєкт будівлі розробили архітектори Джованні Гверріні, Ернесто Бруно Ла Падула та Маріо Романо і його здійснено у 1938-1943 роках.
Урочисто відкритий 30 листопада 1940 року як центр майбутньої виставки. Тепер він вважається одним з найзначніших прикладів фашистської архітектури.
3 червня 1941 виставка скасована, коли ще велися роботи над будівлею. Понад десять років воно було порожнім і покинутим. Вперше воно відкрилося для громади в 1953. Тоді ж в ньому була проведена Римська сільськогосподарська виставка 1953 року (EA53).
У 2003-2008 палац закрили для реставрації. З 2015 там розташувалася штаб-квартира будинку мод Fendi, яка перебуватиме там протягом як мінімум 15 років. Повідомляється, що щорічно компанія буде платити за оренду будівлі 2,8 млн євро. Перший поверх залишився незайнятим, щоб там проводили виставки предметів італійського ремесла. До 7 березня 2016 на першому поверсі будівлі проходила виставка «Una Nuova Roma», присвячена історії Кварталу всесвітньої виставки.

## Архітектура
Квартал всесвітньої виставки являє собою масштабний приклад того, як могла б виглядати міська архітектура Італії, якби фашизм не загинув у результаті Другої світової війни — просторі, симетричні вулиці та суворі будівлі з вапняку, туфу та мармуру, побудовані або в ликторському стилі (італ. stile littorio), навіяному давньоримським зодчеством, або в стилі раціоналізму. Часто цей стиль називають спрощеним неокласицизмом. Марчелло П'ячентіні, координатор будівництва для виставки 1942 року, засновував його на раціоналізмі Джузеппе Пагано, Адальберто Лібера і Джованні Мікелуччі.
Зовнішній вигляд Квадратного Колізею задуманий Муссоліні так, щоб нагадувати давньоримський Колізей. Як і в Колізеї, фасад будівлі складається з лоджій, розташованих шістьма ярусами по дев'ять арок в кожному. На всіх чотирьох сторонах будівлі розміщено напис, взятий з промови дуче від 2 жовтня 1935: «Народ поетів, митців, героїв, святих, мислителів, вчених, мореплавців, переселенців» (італ. Un popolo di poeti, di artisti, di eroi, di santi, di pensatori, di scienziati, di navigatori, di trasmigratori).
Вся будівля облицьована травертином, що характерно для Кварталу всесвітньої виставки. За формою воно являє собою паралелепіпед на просторому квадратному фундаменті, який займає площу 8 400 м². Об'єм будівлі — 205 000 м³, висота — 68 м (50 м від основи).

### Статуї
По чотирьох кутах основи навколо будівлі стоять чотири кінні скульптури, що зображують Діоскурів — двох міфічних грецьких героїв-синів Зевса та Леди. Скульптури створені Публіо Морбідуччі й Альберто де Фельчі. В арках першого поверху, по периметру основи, стоять 28 статуй висотою приблизно 3,4 м, що зображують різні заняття та сфери життя. Вони були виготовлені в восьми компаніях, чиєю спеціалізацією була робота з каррарським мармуром, і встановлені в 1942. За годинниковою стрілкою від входу розташовані такі статуї:
- Героїзм
- Музика
- Ремесла
- Геній політики
- Громадський порядок
- Праця
- Сільське господарство
- Філософія
- Комерція
- Промисловість
- Археологія
- Астрономія
- Історія
- Геній винаходів
- Архітектура
- Право
- Верховенство мореплавства
- Скульптура
- Математика
- Геній театру
- Хімія
- Книгодрукування
- Медицина
- Географія
- Фізика
- Геній поезії
- Живопис
- Геній війни

## В кінематографі
Завдяки видатному зовнішньому вигляду та історичним значенням будівля фігурує в низці фільмів, включаючи (у хронологічному порядку):
- Рим — відкрите місто (1945)
- Боккаччо-70 (новела «Спокуса доктора Антоніо», 1962)
- Остання людина  на Землі (1964)
- Живіт архітектора (1987)
- Гудзонський яструб (1991)
- Екран-убивця (1996)
- Тит (1999)
- Еквілібріум (2001)
- Зразковий самець № 2 (2016)